# I. Phótiosz konstantinápolyi pátriárka
I. Phótiosz, vagy Nagy Phótiosz (ógörögül: Φώτιος, latinul: Photius), (Konstantinápoly, 820 körül – Bordi, 893. február 6.) konstantinápolyi pátriárka 858-tól 867-ig, és 877-től 886-ig, egyben egyike a középkor jelentős bizánci egyházi íróinak, aki több ókori görög irodalmi műből részleteket mentett meg az utókor számára.

## Élete
Phótiosz Konstantinápolyban született. Eleinte a testőrség főnöke, majd III. Mikhaél bizánci császár alatt államtitkár volt. I. Ignác konstantinápolyi pátriárka elűzése után ő lett Konstantinápoly pátriárkája. Felszentelését jellemzi, hogy – a püspökségről a pápa által letett – Gergely szirakuzai püspöktől hat nap alatt az egyházi rend minden fokozatát (!) felvette, a hatodik napon pedig püspökké szentelték. Megválasztásának igazolása azonban akadályokba ütközött, és I. Miklós pápa a 863-as római zsinaton a papi méltóságától teljesen megfosztotta Phótioszt, Ignácot pedig visszahelyezni rendelte. Phótiosz, amikor hírül vette a pápa döntését, enciklikát írt a keleti pátriárkákhoz. Ezekben dogmatikus és fegyelmi vádakat emelt a latin egyház ellen, és két zsinaton a római pápát mindazokkal, akik támogatják, átok alá helyezte, és az egyházból kiközösítette.
Később, III. Mihály halála után az új császár I. Baszileiosz mégis letette Phótioszt a püspökség éléről, és Szkopen kolostorába záratta. Ignácot ellenben visszahelyezték Konstantinápoly élére. A 869-es római és konstantinápolyi zsinatok – támogatva a császár döntését – Phótioszt ki is közösítették a keresztény egyházból. Phótiosz nem adta fel a harcot, és részben barátai fáradozása miatt, illetve saját kérelmére a császár megenyhült vele szemben. Phótiosz visszatérhetett Konstantinápolyba, és magának a trónörökösnek a nevelését a rábízták.
877-ben elhunyt Ignác, Baszileosz pedig visszahelyezte Phótiosz a pátriárkai székbe. A régi-új püspök működését azzal kezdte, hogy több püspököt letett és helyüket barátjaival töltötte be. Azután a pápához fordult megerősítésért, amit a gyengekezű VIII. János meg is tett, bár többféle feltétel szabásával. Phótiosz ezért zsinatot hívott össze 879-ben, és meghamisítva a pápai leveleket, rábírta a saját elismerésére Pál és Jenő püspök, és Péter bíboros pápai küldötteket. A pápa hamarosan értesült Phótiosz tettéről, és 881-ben ismét kizárta őt az egyházból.
Phótiosz nem mondott le automatikusan a méltóságáról, ennek ideje csak Baszileosz halálakor, és VI. Leó trónraléptekor jött el. Leó ugyanis 886-ban volt tanítóját rögtön letette a pátriárkátus éléről, és egy kolostorba küldte száműzetésbe. Phótiosz néhány évvel később meghalt.

## Művei
Phótiosz íróként is ismeretes. Nevezetesebb művei: Amphilokhia, Müriobiblion / Bibliothéké, Lexikon. Ezeken kívül számos bibliai kommentárt, dogmatiko-polemikus egyháztörténelmi iratokat (Nomoocanon névvel), 263 levelet hagyott hátra maga után.
A Bibliothékét (Könyvtár) Phótiosz fiatal korában írta, és öccsének, Tarásziosznak ajánlotta. A mű azokat az irodalmi alkotásokat sorolja fel, amelyeket Phótiosz körében együtt olvastak. A mintegy 300 irodalmi alkotás – a Kr. e. 5. század és a saját kora között eltelt 1200 év görög irodalmából válogatva – körülbelül fele-fele részben egyházi, illetve világi jellegű. Az előbbiek közül érdekesek az úgynevezett eretnekek munkáiː gyakran igen részletesen ismerteti az ilyen alkotásokat, bár szerzőik ortodoxiával ellentétes álláspontját szigorúan elítéli. A világi művek közül sok a történelmi írás, de képviselve van a szónoklattan, a földrajz, a néprajz, a természettudományok, és még néhány ókori szerelmi regény is. Ugyanakkor – nem ismert okból – a verses alkotások (eposz, líra, tanköltemény, tragédia, komédia stb.) teljesen hiányoznak a Könyvtárból. Az ismertetések kiterjednek a mű szerzőjére, ismertetik az alkotás tartalmát (olykor részletes tartalmi kivonat formájában), és értékelik a stílusát. Az utóbbira vonatkozó megállapításokat a művekből vett rövid szemelvények illusztrálják.
A Könyvtárat lehet tekinteni az első bizánci görög irodalomtörténeti műnek, bár Phótiosz aligha akart ilyet: a mű felépítése inkább olvasónaplóra emlékeztet, az ismertetések sorrendjében nem figyelhető meg semmiféle rendszer. A Könyvtár attól különösen értékes, hogy értékes információkat, tartalmi összefoglalásokat közöl azóta elveszett vagy hiányosan hagyományozódott antik és kora bizánci írásokról.
A Lexikont az antik szerzők olvasásának megkönnyítésére készítette Phótiosz, viszont ennek sokáig csak két, erősen hiányos kézirata volt ismert. Váratlan tudományos szenzáció volt a teljes szöveg előkerülése 1959-ben az észak-görögországi Zavorda-kolostor egyik kéziratában.
- Phótiosz megkereszteli Mihály bolgár cárt (középkori kézirat)
- Phótiosz Bibliothékéjének egyik 16. századi kézirata
- Egy lap a Bibliothéké 1824-es kiadásából